# Peregryn z Città di Castello
Peregryn z Città di Castello OFM (ur. poł. XIII w. w Città di Castello, zm. 7 lipca 1322 w Quanzhou) – włoski franciszkanin, biskup misyjny w Quanzhou w Chinach.

## Życiorys
Posiadamy skąpe informacje dotyczące życia Peregryna przed nominacją na biskupa, której dokonał 23 lipca 1307 bullą Rex regum papież Klemens V. Przyszedł na świat w połowie XIII w. w Città di Castello w Umbrii. Należał do umbryjskiej prowincji Zakonu Braci Mniejszych. Został konsekrowany na biskupa wraz z innymi pięcioma braćmi z tego samego zakonu (Andrzej z Perugii, Gerard Albuini, Mikołaj di Banzi, Ulryk z Seyfridsdorf i Wilhelm z Villanova), których Klemens V zamierzał wysłać do Chin, by wspomóc działalność misyjną franciszkanina Jana z Montecorvino. Po przybyciu do Chin biskupi mieli konsekrować również Jana. Misjonarze wyruszyli najprawdopodobniej jeszcze w tym samym roku. W miejsce Wilhelma papież wysłał biskupa Andreuccia z Asyżu. W czasie podróży zmarli Mikołaj, Andreuccio i Ulryk.
Pozostali dotarli między 1309 a 1313 do Chanbałyku. Po konsekracji Jana ustanowiono pierwszą hierarchię katolicką w Chinach. Peregryn wraz z Andrzejem przez pięć lat pozostali w stolicy u boku Jana z Montecorvino. Gerard wyjechał do Quanzhou. Po jego śmierci biskupem w Quanzhou został Peregryn. W jakiś czas po objęciu stolicy napisał list do swoich współbraci z Wikariatu Wschodniego, który nosi datę 30 grudnia 1318. Do Peregryna dołączył Andrzej, który był świadkiem jego śmierci 7 lipca 1322. W 1322 rządy diecezją w Quanzhou objął Andrzej z Perugii.